# Joseph Dauben
Joseph Warren Dauben (né le 29 décembre 1944, Santa Monica, Californie) est un historien des sciences américain.

## Travaux
Il est professeur émérite « Herbert H. Lehman » d'histoire au Graduate Center de l'université de la ville de New York. Il a obtenu son Ph. D. à l'université Harvard.
Ses champs d'expertise sont l'histoire des sciences, notamment pendant les 17e et 18e siècles ou en Chine, l'histoire des mathématiques, la révolution scientifique, la sociologie de l'histoire des sciences (en), l'histoire intellectuelle et l'histoire de la botanique.
Son livre consacré à Abraham Robinson a été examiné favorablement par Moshé Machover (en), mais Machover note qu'il évite de discuter tout aspect négatif de Robinson, et « à cet égard, [le livre] touche les frontières de l'hagiographie, dressant un portrait sans verrue ».
Il a également été rédacteur en chef de la revue Historia Mathematica de 1977 à 1985.

## Prix et distinctions
Dauben bénéficie en 1980 d'une bourse Guggenheim.
Il est fellow de l'Association américaine pour l'avancement des sciences et membre de l'Académie des sciences de New York (depuis 1982).
Dauben est membre élu en 1991 de l'Académie Internationale d'Histoire des Sciences et élu membre étranger (2001) de l'académie allemande Leopoldina.
Dauben est conférencier invité en 1998 au congrès international des mathématiciens à Berlin, avec une conférence sur les Manuscrits mathématiques de Karl Marx.
En 2002 Dauben devient membre honoraire de l'Institut pour l'histoire des sciences naturelles de l'Académie Chinoise des Sciences.
En 1985-1994 Dauben est Président du comité exécutif de la Commission internationale d'histoire des mathématiques.
En 2012, il est lauréat du prix Whiteman décerné par l'American Mathematical Society.

## Publications
- (en) The history of mathematics from antiquity to the present : a selective bibliography, New York/London, Garland, 1985, 467 p. (ISBN 0-8240-9284-8) — Craig G. Fraser, « The History of Mathematics from Antiquity to the Present: A Selective Bibliography. Joseph W. Dauben », Isis, vol. 76, no 4,‎ 1985, p. 595-596 (DOI 10.1086/353976, JSTOR 233040) :« Dauben's book both update May's achievement and deepens it by providing extensive annotations for the sources cited. In a fitting tribute to May's distinguished service to the history of mathematics, Dauben has dedicated the bibliography to his memory. »
- Abraham Robinson, The Creation of Nonstandard Analysis: A Personal and Mathematical Odyssey (Princeton, N. J., Princeton University Press, 1995).
- Georg Cantor, His Mathematics and Philosophy of the Infinite (Cambridge, Mass.: Harvard University Press, 1979; rééd. Princeton, N. J., Princeton University Press, 1989).
- (en) Joseph Dauben, The Mathematics of Egypt, Mesopotamia, China, India, and Islam : A Sourcebook, Princeton University Press, 2007 (ISBN 978-0-691-11485-9), « Chinese Mathematics »
- avec Menso Folkerts, Yvonne Dold-Samplonius, Benno van Dalen (Éd.): From China to Paris. 2000 years transmission of mathematical ideas. Boethius, 2002,  (ISBN 978-3-515-08223-5). (Texte und Abhandlungen zur Geschichte der Mathematik und der Naturwissenschaften, n°46).

## Articles, commentaires, et essais
- (en) Joseph W. Dauben, Marie Louise Gleason et George E. Smith, « Seven Decades of History of Science : I. Bernard Cohen (1914-2003), Second Editor of Isis », Isis, vol. 100,‎ 2009, p. 4-35 (avec plusieurs photos).
- Suan shu shu. A book on numbers and computations. Translated from the Chinese and with commentary by Joseph W. Dauben. Archive for History of Exact Sciences 62 (2008), no. 2, 91–178.
- « La Matematica » in W. Shea ed., Storia delle Scienze. LeScienze Fisiche e Astronomiche (Milano: Banca Populare di Milan, 1991, and Einaudi, 1992) pp. 258–280
- « Are There Revolutions in Mathematics? » in The Space of Mathematics (eds. J. Echieverria, A. Ibarra and Thomas Mormann (en)) (Berlin: De Gruyter, 1992), pp. 203–226.
- « Conceptual Revolutions and the History of Mathematics: Two Studies in the Growth of Knowledge », Chap 4 de Donald A. Gillies (en), ed., Revolutions in Mathematics (Oxford: Clarendon Press, 1992), pp. 49–7l.
- « Revolutions Revisited », Chap 5 de D. Gillies, ed., Revolutions in Mathematics (en) (Oxford: Clarendon Press, 1992), pp. 72–82.
- « Abraham Robinson and Nonstandard Analysis: History, Philosophy, and Foundations of Mathematics ». Dans William Aspray et Philip Kitcher, eds. History and philosophy of modern mathematics (Minneapolis, MN, 1985), 177–200, Minnesota Stud. Philos. Sci., XI, Univ. Minnesota Press, Minneapolis, MN, 1988. En ligne ici.
- (en) Joseph W. Dauben, « Georg Cantor and the Origins of Transfinite Set Theory », Scientific American,‎ juin 1983 (lire en ligne)